# Foto 51

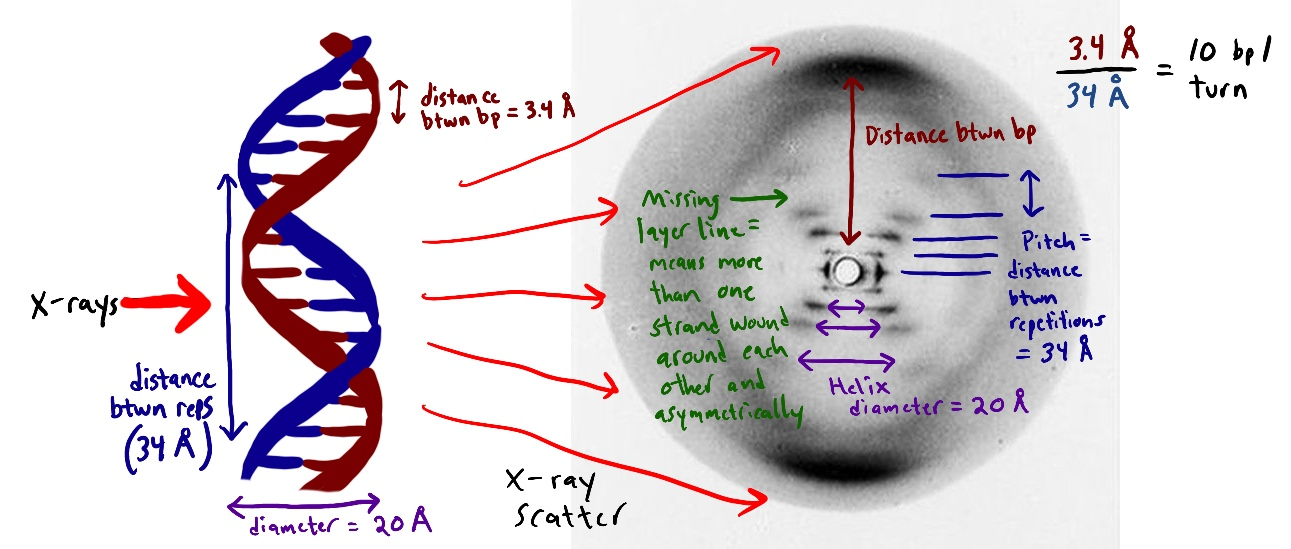
Schematische Darstellung der Laue-Beugung, basierend auf der Analyse von Foto 51

Foto 51 ist ein von Raymond Gosling, Doktorand der Röntgenkristallographin Rosalind Franklin, im Mai 1952 am King’s College aufgenommenes Laue-Diagramm der DNA, das mit Hilfe von Röntgenbeugung erzeugt wurde. Es hatte fundamentale Bedeutung für die Entdeckung der DNA-Doppelhelixstruktur durch James Watson und Francis Crick an der Universität Cambridge.
Das Foto zeigt die DNA in der von Franklin entdeckten B-Form statt in der damals üblicherweise verwendeten A-Form. Beide Formen unterscheiden sich durch den Wassergehalt, jener der B-Form entspricht mehr den natürlichen Verhältnissen, weshalb Kristallographen die Helix-Struktur in der B-Form deutlich erkennen können.
Maurice Wilkins, der Franklin nicht leiden konnte, und das Foto von Gosling am 30. Januar 1953 mit ausdrücklicher Erlaubnis Franklins erhalten haben will, zeigte das Foto dem konkurrierenden Forscherteam um Watson von der Universität Cambridge. Diese Weitergabe der Forschungsergebnisse wurde 15 Jahre lang bestritten und erst nach Franklins Tod von Watson zugegeben. Vorausgegangen war eine Auseinandersetzung zwischen Franklin und Watson, nachdem Watson auf der Suche nach Daten versucht hatte, in Franklins Labor einzudringen, wie Watson in seinem Buch Die Doppelhelix in Kapitel 23 schildert. Das Foto spielte die entscheidende Rolle beim Beweis für die postulierte Doppelhelixstruktur der DNA, welcher 1953 in einer Serie von fünf Artikeln in der Zeitschrift Nature veröffentlicht wurde. Einen dieser Artikel verfassten Gosling und Franklin und veröffentlichten darin ihr Foto 51, des bis dahin deutlichsten Röntgenabbildes der DNA.
Wilkins bedauerte später, Watson Franklins Foto gezeigt zu haben, aber nicht etwa, weil es wissenschaftlich unredlich war, sondern vor allem, weil das seine eigene Stellung beim Wettkampf um die DNA-Struktur gefährdete. Er behauptete, dies nicht aus Missgunst gegenüber Franklin getan zu haben, sondern weil er geglaubt habe, dass Watson bereits ähnliche Fotos kenne, die Franklin im Herbst 1951 in ihrem Kolloquiumsvortrag gezeigt hatte.
Für die Entdeckung der DNA-Doppelhelixstruktur erhielten Watson, Crick und Wilkins 1962 zusammen den Nobelpreis für Medizin. Da der Nobelpreis nicht posthum verliehen werden kann, wurde die 1958 verstorbene Franklin nicht nominiert, ebenso wenig ihr Doktorand Gosling.